# Gare de Puget-Ville
Ne doit pas être confondue avec la gare de Puget-sur-Argens (fermée).
La gare de Puget-Ville est une gare ferroviaire française de la ligne de Marseille-Saint-Charles à Vintimille (frontière), située sur le territoire de la commune de Puget-Ville, dans le département du Var en région Provence-Alpes-Côte d'Azur.
Elle est mise en service en 1862 par la Compagnie des chemins de fer de Paris à Lyon et à la Méditerranée (PLM).
C'est une halte ferroviaire de la Société nationale des chemins de fer français (SNCF), desservie par des trains régionaux TER Provence-Alpes-Côte d'Azur.

## Situation ferroviaire
Établie à 168 mètres d'altitude, la gare de Puget-Ville est située au point kilométrique (PK) 97,200 de la ligne de Marseille-Saint-Charles à Vintimille (frontière), entre les gares de Cuers - Pierrefeu et de Carnoules.

## Histoire
La « station de Puget » est mise en service le 1er septembre 1862 par la Compagnie des chemins de fer de Paris à Lyon et à la Méditerranée (PLM), lorsqu'elle ouvre à l'exploitation la voie de Toulon à Les Arcs, première section de sa concession de Toulon à Nice. La station est établie loin de la ville et un embranchement est à l'étude pour faciliter sa desserte.

## Service des voyageurs

### Accueil
Halte SNCF, c'est un point d'arrêt non géré (PANG) à entrée libre.

### Desserte
Puget-Ville est desservie par des trains TER Provence-Alpes-Côte d'Azur qui assurent des missions entre les gares de Marseille, ou Toulon, et Les Arcs - Draguignan.

### Intermodalité
Un parc pour les vélos et un parking pour les véhicules y sont aménagés.